# 硫酸スズ(II)
硫酸スズ(II)(Tin(II) sulfate)は、化学式SnSO4の化合物である。白色固体で、空気中から十分な水分を吸収し、完全に溶解して水溶液になる。この性質は、「潮解」として知られている。金属スズと硫酸銅(II)の間の置換反応により合成できる。
Sn (s) + CuSO4 (aq) → Cu (s) + SnSO4 (aq)
硫酸スズ(II)から、スズ(IV)イオンの混入のないスズ(II)イオンを容易に得ることができる。

## 構造
固体状態では、硫酸イオンは、O-Sn-O架橋で互いにつながっている。スズ原子は、四角錐形分子構造をとって3つの酸素原子が配位し、結合長は226 pm、3つのO-Sn-Oの結合角は、79°、77.1°、77.1°である。他のSn-O距離はより長く、295 - 334 pmである。